# نوونیکولایفکا (شهرستان استرلیتاماکسکی، باشقیرستان)
نوونیکولایفکا (انگلیسی: Novonikolayevka, Sterlitamaksky District, Republic of Bashkortostan) یک شهرک در شهرستان استرلیتاماکسکی استان باشقیرستان کشور روسیه است.